# لوكاس فيرنانديز
لوكاس فيرنانديز (بالدنماركية: Lukas Fernandes)‏ (1 مارس 1993 كوبنهاغن الدنمارك - ) هو لاعب كرة قدم دانمركي، يلعب كحارس مرمى.

## روابط خارجية
- لوكاس فيرنانديز على موقع الاتحاد الدولي (مؤرشف)  (الإنجليزية)
- لوكاس فيرنانديز على موقع الاتحاد الأوربي (الإنجليزية)
- لوكاس فيرنانديز على موقع قاعدة بيانات كرة القدم.إي يو (الإنجليزية)
- لوكاس فيرنانديز على موقع Soccerbase.com (لاعب) (الإنجليزية)
- لوكاس فيرنانديز على موقع Soccerway.com (الإنجليزية)
- لوكاس فيرنانديز على موقع عالم كرة القدم.نت (الإنجليزية)
- لوكاس فيرنانديز على موقع أوليمبيديا (الإنجليزية)